# Día de Todos los Santos
El Día de Todos los Santos es una solemnidad cristiana que, aunque ahora se celebra el 1 de noviembre para las iglesias católicas latinas, y el primer domingo de Pentecostés en la Iglesia ortodoxa y las católicas de rito bizantino, se celebraba originalmente el 13 de mayo.
En este día, la Iglesia celebra una fiesta solemne por todos los difuntos que, habiendo superado el purgatorio, se han santificado totalmente, han obtenido la visión beatífica y gozan de la vida eterna en la presencia de Dios. Por eso es el día de «todos los santos». No se festeja solo en honor a los beatos o santos que están en la lista de los canonizados y por los que la Iglesia celebra en un día especial del año; se celebra también en honor a todos los que no están canonizados pero viven ya en la presencia de Dios en su Iglesia triunfante. 
Es frecuente que este día las grandes catedrales exhiban las reliquias de los santos.

## Precepto
Aunque no siempre ha sido así (las iglesias orientales no la cuentan entre sus dieciséis fiestas mayores) el Día de Todos los Santos es fiesta de precepto. La solemnidad se observa con rito de primera clase en toda la Iglesia latina el primer día de noviembre. Hay obligación de asistir a misa y no trabajar. Va precedida de una vigilia, en que, al tenor del canon 1252, párrafo Segundo, del Codex J. C., se debe observar abstinencia y ayuno. Lleva octava común.[cita requerida]
En su Concepción Católica, el objeto de la fiesta es honrar a todos los moradores del Cielo, incluyendo la Santísima Trinidad, la Virgen, los ángeles, las diversas categorías de justos tanto del Antiguo como del Nuevo Testamento, y a los santos, incluyendo los que no han sido canonizados.[cita requerida]

## Historia
La Iglesia primitiva acostumbraba a celebrar el aniversario de la muerte de un mártir en el lugar del martirio. Frecuentemente, los grupos de mártires morían el mismo día, lo cual condujo naturalmente a una celebración común. En la persecución de Diocleciano iniciada en 303, el número de mártires llegó a ser tan grande, que no se podía separar un día para asignársela. Pero la Iglesia, creyendo que cada mártir debía ser venerado, señaló un día en común para todos.
En Oriente consta que ya se celebraba una fiesta en honor de todos los santos desde 359, como indican San Efrén en Carmina Nisibona, y San Atanasio en Epistulae Syriacae. La fecha estaba fijada en el 13 de mayo para las iglesias de Siria y el primer domingo después de Pentecostés para las de Antioquía, según San Juan Crisóstomo. Esta fecha, domingo de la octava de la Pascua de Pentecostés, continuó usándose entre las iglesias de rito bizantino como solemnidad de Todos los Santos.
El origen de esta fiesta en Roma, y con ello en la Iglesia occidental, se halla vinculado al templo del Panteón. Este edificio, que originalmente se dedicaba al culto de todos los dioses romanos, cayó en desuso como tal a fines del siglo IV. Hacia 608 Focas, emperador de Oriente lo donó al papa Bonifacio IV, quien hizo que se convirtiera en iglesia, dedicándola el 13 de mayo de 610 bajo la advocación de Santa María la Rotonda. En el siglo IX el papa Gregorio IV trasladó gran número de cuerpos de mártires desde las catacumbas y volvió a consagrar la iglesia el 1 de noviembre de 835 denominándola Santa María ad Martyres.
Por otra parte, el papa Gregorio III (731-741) consagró una capilla en el Vaticano para dar culto a los santos que antes eran honrados en los cementerios y catacumbas que había quedado en desuso. Dicho oratorio se dedicó «al Salvador, a Santa María, a los Apóstoles, a los mártires, a los confesores y todas las almas justas», e hizo que un coro de monjes rezase todos los días un Oficio suplementario en honor de los santos cuyo natalicio fuese cada día.
La fiesta de Todos Los Santos refleja la evolución de la práctica cristiana de honrar a quienes dieron su vida por la fe, adaptándose a las circunstancias y necesidades de la comunidad. Desde los primeros tiempos, la Iglesia reconoció la importancia de recordar a los mártires y a Los Santos, viendo en ellos ejemplos de fe y entrega total. La celebración de un día común para venerar a Los Santos respondió tanto a un crecimiento en el número de mártires como la necesidad de organizar y centralizar el culto en tiempos de expansión del cristianismo.[cita requerida]
Con la consagración del Panteón en Roma cómo la iglesia dedicada a Santa Maria y a los mártires, se estableció un lugar sagrado que permitió integrar en un mismo espacio el culto a todos Los Santos, no solo los mártires. Esta transformación del Panteón y la fijación de la fecha del 1 de noviembre por el papa Gregorio IV reflejan cómo la iglesia logró consolidar una festividad que uniera a los fieles en la veneración común De los Santos, adaptando las prácticas a los cambios en el calendario agrícola y en la necesidades de la comunidad cristiana. Esta fiesta, que antes veneraba según las regiones tradicionales locales, llegó a convertirse en una celebración universal, fortaleciendo la identidad De la Iglesia y subrayando la conexión espiritual de todos los cristianos con quienes los procedieron en la fe.[cita requerida]
De la combinación de estas tradiciones y con la de las misas votivas en memoria de muchos o de todos los santos, surgió una tradición que ya para el siglo VIII estaba arraigada, si bien la fecha no era siempre la misma. El papa Gregorio IV la unificó en el primero de noviembre, fecha para las cosechas ya se habían recogido en el territorio romano, porque las celebraciones anteriormente eran el 13 de mayo -aniversario de la consagración de Santa María ad Martyres- fecha en la que los víveres eran escasos en Roma y las multitudes que peregrinaban para los actos eran ya muy considerables.

## Celebraciones por países
En Alemania, Austria,Finlandia,Franciae Italia es una de las fiestas oficiales.